# Der Pakt – Wenn Kinder töten
Der Pakt – Wenn Kinder töten ist ein Filmdrama aus dem Jahr 1996.

## Handlung
Der Film handelt von der 15-jährigen Eva und dem gleichaltrigen Nikolas. Nikolas wird von seinem Vater sexuell missbraucht und Eva von ihrer Mutter und deren Freund verprügelt und gequält. Die beiden schließen einen Pakt, dass der eine die Eltern des anderen ermorden soll.

## Hintergrund
Der Film basiert auf dem Buch Wenn Kinder töten von Paul Mones.

## Auszeichnung
- 3sat-Zuschauerpreis, 1996
- Silberner Löwe für Nachwuchsregie, 1996
- Telestar Förderpreis für  Regie, 1996

## Kritiken
TV Spielfilm meint: „Wieder musste ein ‚wahrer Fall‘ für diese TV-Eigenproduktion herhalten. Diesmal wurde der US-Bestseller ‚Wenn Kinder töten‘ von Paul Mones als Grundlage genommen. Allerdings fehlt der Umsetzung des delikaten Themas das eigentlich notwendige Feingefühl.“